# Олрикс (Јужна Дакота)
Олрикс (енгл. Oelrichs) град је у америчкој савезној држави Јужна Дакота.

## Демографија
По попису из 2010. године број становника је 126, што је 19 (-13,1%) становника мање него 2000. године.
| Група             | 2000.       | 2010.       |
| Белци             | 121 (83,4%) | 100 (79,4%) |
| Афроамериканци    | 0 (0,0%)    | 0 (0,0%)    |
| Азијати           | 0 (0,0%)    | 0 (0,0%)    |
| Хиспаноамериканци | 0 (0,0%)    | 0 (0,0%)    |
| Укупно            | 145         | 126         |